# تپه برزلجین ۱
تپه برزلجین ۱ مربوط به دوران‌های تاریخی پس از اسلام است و در شهرستان تاکستان، روستای برزلجین واقع شده و این اثر در تاریخ ۲۵ اسفند ۱۳۷۹ با شمارهٔ ثبت ۳۶۷۴ به‌عنوان یکی از آثار ملی ایران به ثبت رسیده است.